# Kanton Saillagouse
Kanton Saillagouse (fr. Canton de Saillagouse) je francouzský kanton v departementu Pyrénées-Orientales v regionu Languedoc-Roussillon. Skládá se z 21 obcí.

## Obce kantonu
- Angoustrine-Villeneuve-des-Escaldes
- Bourg-Madame
- Dorres
- Égat
- Enveitg
- Err
- Estavar
- Eyne
- Font-Romeu-Odeillo-Via
- Latour-de-Carol
- Llo
- Nahuja
- Osséja
- Palau-de-Cerdagne
- Porta
- Porté-Puymorens
- Saillagouse
- Sainte-Léocadie
- Targassonne
- Ur
- Valcebollère